# Palazzago
Palazzago là một đô thị ở tỉnh Bergamo trong vùng Lombardia của nước Ý, có vị trí cách khoảng 45 km về phía đông bắc của Milano và khoảng 12 km về phía tây bắc của Bergamo. Tại thời điểm ngày 31 tháng 12 năm 2004, đô thị này có dân số 3.658 người và diện tích là 14,0 km².
Palazzago giáp các đô thị: Almenno San Bartolomeo, Ambivere, Barzana, Caprino Bergamasco, Mapello, Pontida, Roncola.